# Рулетка (инструмент)

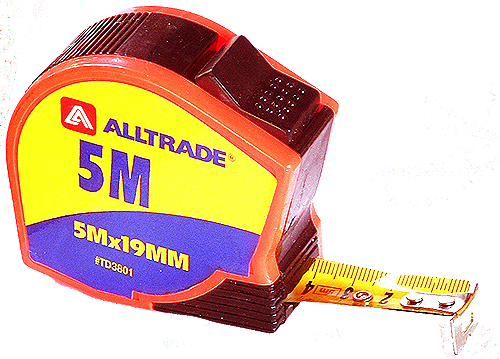
Рулетка

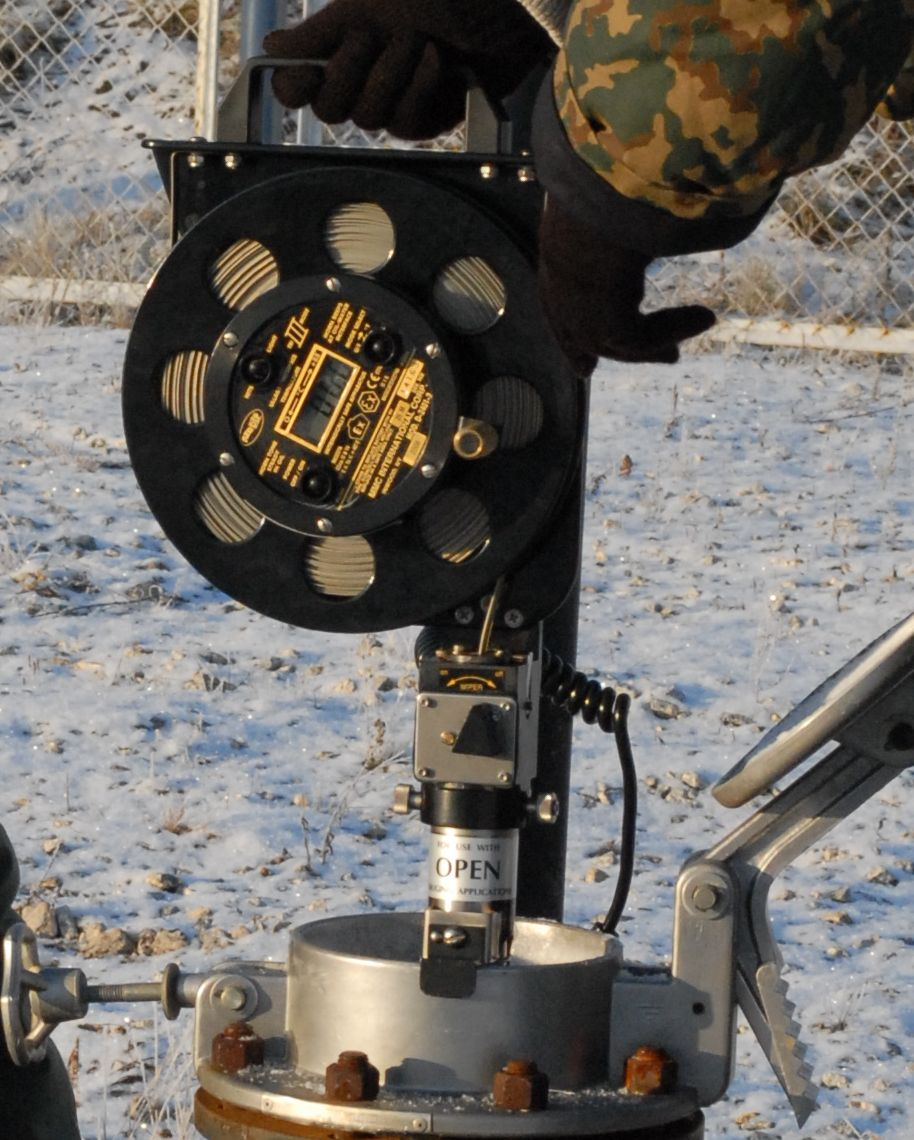
Электронная рулетка для измерения уровня нефти в резервуарах. В действии

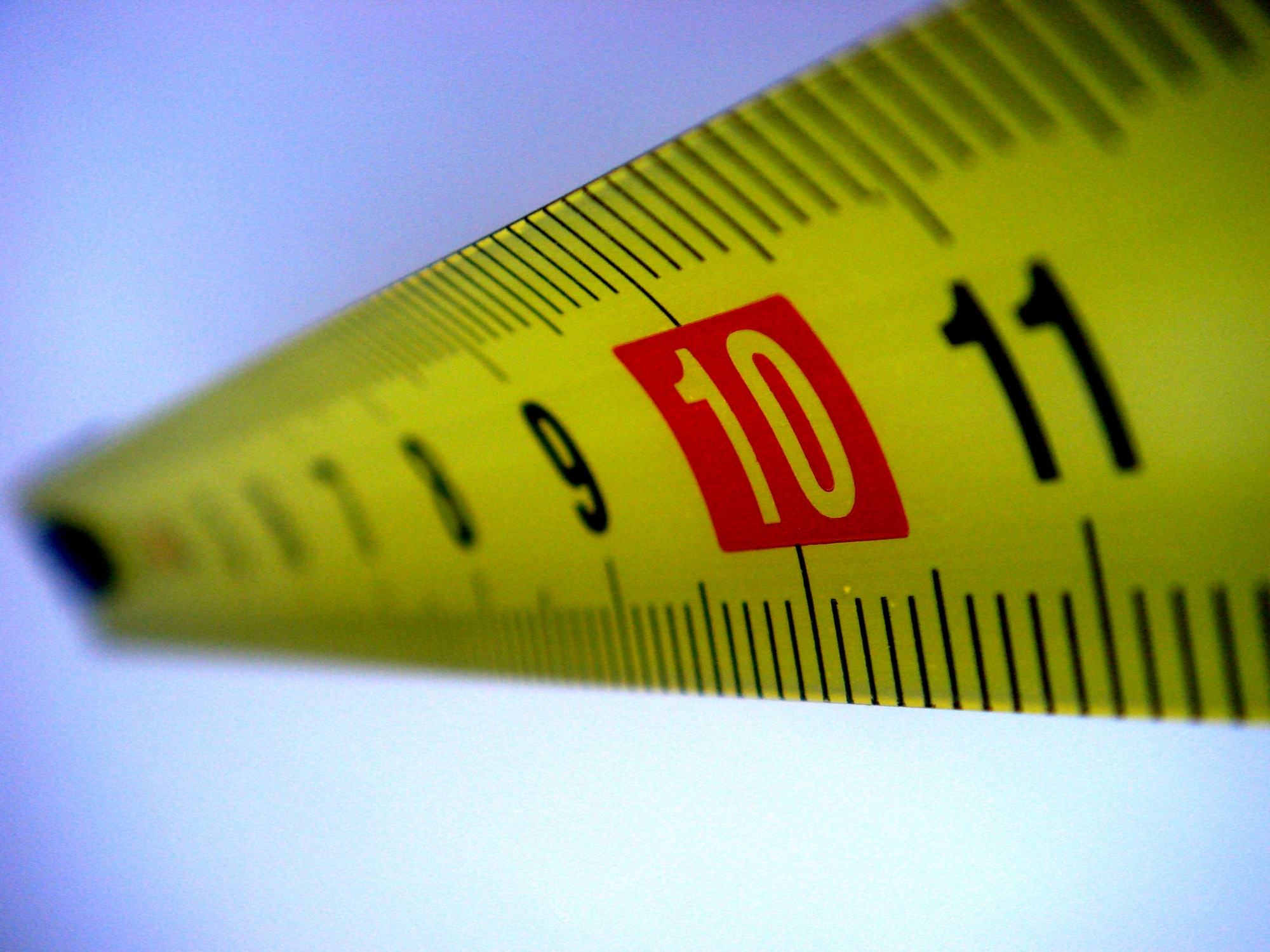
Шкала рулетки

Руле́тка (от уменьш. фр. roulette — «колёсико», от roue — «колесо») — измерительный инструмент, предназначенный для измерения длины. Представляет собой металлическую или пластмассовую ленту с нанесёнными делениями, скрученную в барабан. 

## Виды

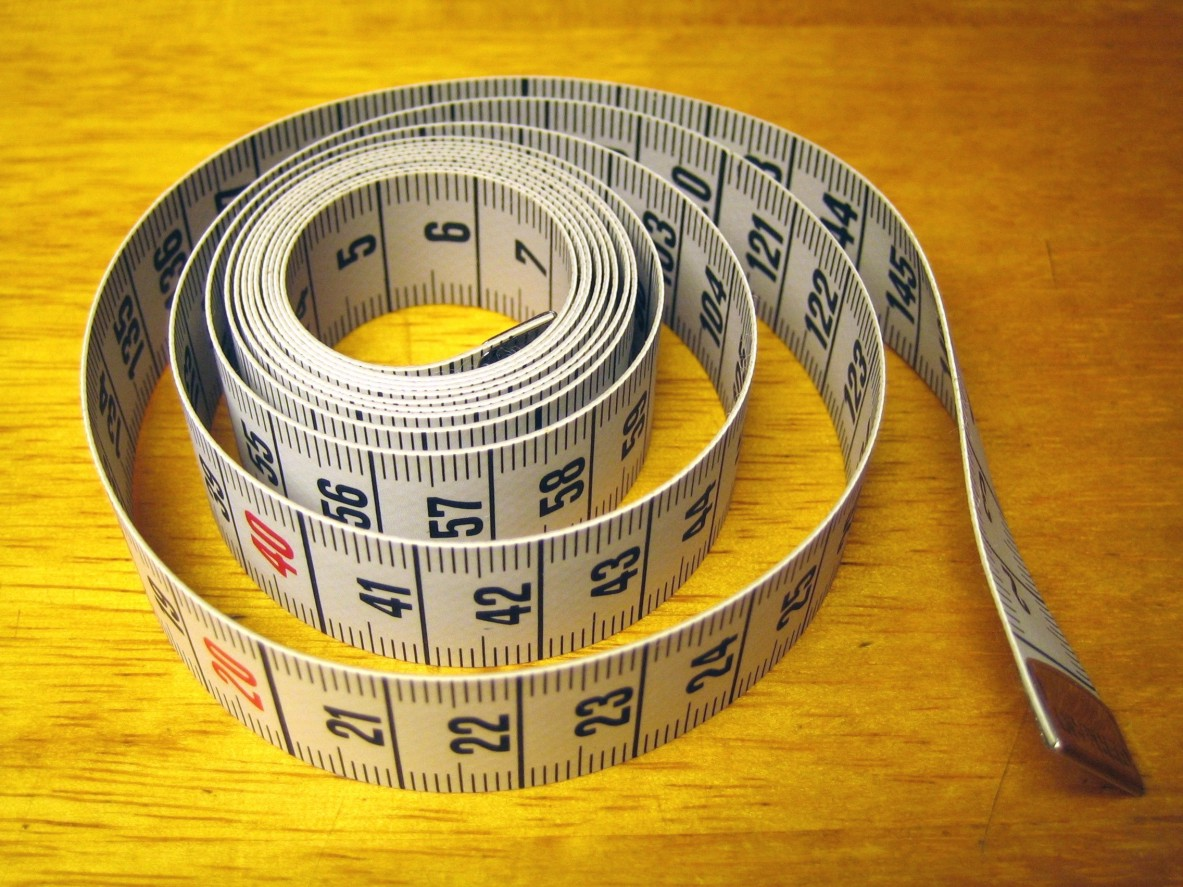
измерительная лента для шитья и измерения тела

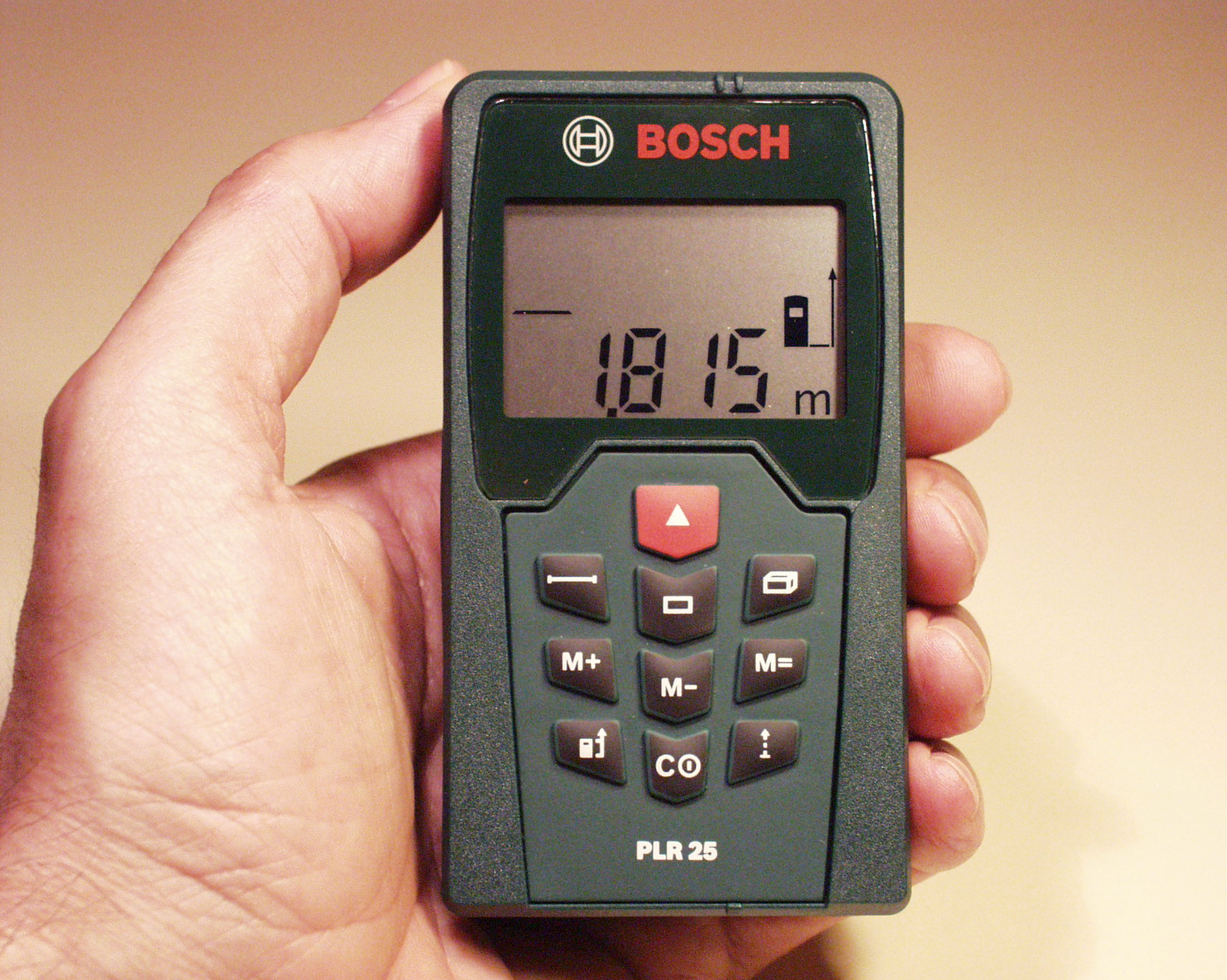
Лазерная рулетка (лазерный дальномер) Bosch PLR25

Механизм сматывания может быть нескольких видов:
- С возвратной пружиной — лента сматывается при отпускании, а вытравливается из корпуса рулетки с некоторым усилием
- С выступающей наружу вращающейся рукояткой, связанной с катушкой ленты — лента сматывается при вращении рукоятки

Рулетки с возвратной пружиной обычно оснащены стопором, который предотвращает самопроизвольное сматывание ленты. На свободном конце ленты такие рулетки содержат прочно закреплённый зацеп (обычно это изогнутая под прямым углом металлическая пластина), который:
- Не позволяет концу ленты безвозвратно уйти внутрь корпуса
- Служит для точного совмещения начала ленты и ребра обмеряемого предмета

Существуют модели рулеток, в которых механизм сматывания снабжён электрическим приводом, что позволяет разматывать и сматывать ленту просто нажатием и удержанием кнопки. Привод обычно питается от батарейки.
Рулетка может быть также снабжена электроникой для считывания показаний. Такие схемы электронными средствами считывают значение с участка ленты, ближайшего к выходу из корпуса, и отображают соответствующие показания на жидкокристаллическом дисплее на корпусе.

## Характеристики
Типичная длина измерительной ленты рулетки 3—5 метров, однако встречаются рулетки с возможностью измерения длины до 100 метров. Обычно рулетки с более короткой лентой имеют механизм сматывания с возвратной пружиной, а с более длинной — с рукояткой. Рулетки, имеющие длину мерного полотна более 10 м, как правило, не имеют механизма автоматического сматывания; сматывание мерного полотна у таких рулеток производят вручную при помощи специальной рукоятки. Собственно, большая длина мерного полотна и является основной причиной отказа от использования механизма автоматического сматывания.
Рулетки, не оборудованные механизмом автоматического сматывания мерного полотна, часто называют «мерными лентами». Для проведения землемерных работ используют мерные ленты с корпусом открытого типа, оборудованные рукояткой и остриём, удобными для удерживания мерной ленты при проведении таких работ.
При жестяных работах используют специализированные рулетки, имеющие металлический шип, которым делают царапины на жести при отмеривании. Также в рулетках наличествует дополнительное приспособление для измерения внутренней поверхности изделия.